# Zhang Nan
Dit is een Chinese naam; de familienaam is Zhang.
Zhang Nan (张楠, Peking, 1 maart 1990) is een Chinees badmintonspeler.

## Carrière
Zhang Nan speelt in het mannendubbelspel samen met Fu Haifeng en in het gemengd dubbelspel samen met Zhao Yunlei.
Zhang Nan behaalde de overwinning met het Chinees nationaal team in 2010 in de Thomas Cup en op de Aziatische Spelen.
In 2012 behaalde Zhang Nan samen met Zhao Yunlei de gouden medaille op de Olympische Zomerspelen in Londen. Samen met Zhao Yunlei werd hij ook driemaal wereldkampioen in het gemengd dubbelspel (2011, 2014 en 2015).

## Medailles op Olympische Spelen en wereldkampioenschappen
| Logo van de Olympische Spelen | Onderdeel          | Resultaat |
| ----------------------------- | ------------------ | --------- |
| 2016                          | Mannendubbelspel   | Goud      |
| 2016                          | Gemengd dubbelspel | Brons     |
| 2012                          | Gemengd dubbelspel | Goud      |
| WK                            | Onderdeel          | Resultaat |
| 2011                          | Gemengd dubbelspel | Goud      |
| 2013                          | Gemengd dubbelspel | Brons     |
| 2014                          | Gemengd dubbelspel | Goud      |
| 2015                          | Gemengd dubbelspel | Goud      |

1992: Kim Moon-soo & Park Joo-bong ·
1996: Rexy Mainaky & Ricky Subagja ·
2000: Tony Gunawan & Candra Wijaya ·
2004: Kim Dong-moon & Ha Tae-kwon ·
2008: Markis Kido & Hendra Setiawan ·
2012: Cai Yun & Fu Haifeng ·
2016: Fu Haifeng & Zhang Nan ·
2020: Lee Yang & Wang Chi-lin ·
2024: Lee Yang & Wang Chi-lin
1996: Gil Young-ah & Kim Dong-moon ·
2000: Gao Ling & Zhang Jun ·
2004: Gao Ling & Zhang Jun ·
2008: Lee Yong-dae & Lee Hyo-jung ·
2012: Zhang Nan & Zhao Yunlei ·
2016: Tontowi Ahmad & Lilyana Natsir ·
2020: Huang Dongping & Wang Yilyu ·
2024: Huang Yaqiong & Zheng Siwei